# Драган Бисенић
Драган Бисенић (Краљево, 1962) српски је новинар, уредник, публициста и дипломата.

## Биографија
Дипломирао је на Факултету политичких наука. Усавршавао се на универзитетима у Бечу, Бону, Берлину и Стенфорду, уз студијске боравке у Русији, Јапану, Турској, Швајцарској, Индији, Израелу и другим земљама.
Каријеру је почео у осамдесетих година ХХ века у омладинској штампи. Наставио је да ради у дневном листу „Борба”. Објављивао је у више листова у Југославији и Србији.
Као новинар је пратио је пратио расплет југословенске кризе, рад партијских и државних форума, масовна окупљања и митинге, догађаје на Косову, сукобе у Хрватској.
Био је дописник из Берлина и Савета Европе из Стразбура.
Радио је на Универзитету у Берлину 2000 – 2002. Учествовао је на неколико међународних конференција.
Као специјалиста за питања Хладног рата, предавао је на више домаћих и иностраних факултета.
Бисенић је радио као главни уредник више недељника и магазина: „Међународне политике“, „ЦорД“ и „Економист“. Аутор је бројних телевизијских и документарних емисија.
Урадио је интервјуе са бројним знаменитим личностима међу којима су били и: Хенри Кисинџер, Збигњев Бжежински, Колин Пауел, Џорџ Сорош, Милан Панић, Слободан Милошевић, Роберт Макнамар, Николај Ришков, Николај Јаковљев, Ханс Дитрих Геншер, Алојз Мок, Петер Хандке, Тадеуш Мазојвецки, Роберт Бадинтнер, Клаус Кинкел, Хуанг Ху и многи други.
Пише за Време и Нови Стандард.
Био је амбасадор Србије у Египту од 2011. до опозива 2017. године. Током 2023. изабран је за амбасадора Србије у Саудијској Арабији.
Добитник је више домаћих и страних награда.
Говори немачки, енглески и руски. Живи и ради у Београду.

## Дела
- „Од бакље до ломаче – међународни аспекти југословенске кризе“[12]
- „Етика у медијима“
- „Европска унија и југоисточне Европа“
- „Мистер X – Џорџ Кенан у Београду 1961 – 1963“[13]
- „Мост ка миру – египатско – израелски мировни споразум у Кемп Дејвиду 1978“[14]
- „Мала, величанствена Србија“ – „краљ чаја“ Томас Липтон у Србији 1915“[15]
- „Тајне из „црне књиге“ – САД и стварање Југославије“ и „Храбри стари свет – америчка елита, Србија и Југославија, 1890 – 1990“ (у припреми)
- „Plamen i pesak Bliskog istoka : pregovaračka filozofija egipatsko-izraelskog mirovnog sporazuma (1973–1980)“[16]